# Sveta Petka (gmina Bujanovac)
Sveta Petka (cyr. Света Петка) – wieś w Serbii, w okręgu pczyńskim, w gminie Bujanovac. W 2002 roku liczyła 334 mieszkańców.